# Tenías que ser tú (2018)
Tenías que ser tú é uma telenovela mexicana produzida por Mapat de Zatarain para Televisa e foi exibida pelo Las Estrellas de 12 de março à 8 de julho de 2018, substituindo Papá a toda madre e sendo substituída por Mi marido tiene más familia.
Trata-se de uma adaptação da telenovela chilena Ámbar exibida em 2016.
Protagonizada por Ariadne Díaz e Andrés Palacios antagonizada por Grettell Valdéz, Fernando Alonso e Rossana Nájera, e com as atuações estelares de Arturo Peniche e Chantal Andere e as primeiras atrizes María Marcela e Nubia Martí.

## Sinopse
"Tenías que ser tú" conta a história de Marisa e sua filha de 8 anos, Nicole, que moram em Villahermosa com a avó María Elena e nana Jaquie, mas suas vidas mudam quando uma oportunidade de trabalho para Marisa, no negócio de Imóveis, leva-os a se mudar para a Cidade do México.

## Elenco
- Ariadne Díaz - Marisa Santiesteban Elorza
- Andrés Palacios - Miguel "Miky" Carreto Jiménez[2]
- Arturo Peniche - Ezequiel Pineda Domínguez
- Chantal Andere - Lorenza Moscona Elorza de Fernández
- Grettell Valdez - Jenifer "Jeny" Pineda Salgado
- Fernando Alonso - Marcelo Moret
- Rossana Nájera - Amaranta Sarquís
- Ana Paula Martínez - Nicole Moret Santiesteban [3]
- María Marcela - Marbella Jiménez vda. de Carreto
- Nubia Martí - María Elena "La Nena" Elorza vda. de Santiesteban
- Ricardo Margaleff - Brayan Pineda Salgado
- Polo Morín - Bruno Fernández Moscona
- Raquel Garza - Amanda Topete
- Agustín Arana - Tadeo Fernández
- Sachi Tamashiro - Petra Jacqueline Rosas Luna "Jaquie"
- Valentina de los Cobos - Lucía "Lucy" Fernández Moscona
- Kelchie Arizmendi - Maestra Julia
- Emilio Beltrán - Santiago Bilbatúa
- Jessica Decote - Lesly Pineda Salgado
- Aldo Guerra - Juventino "Tino" Vásquez
- Karla Farfán - Paulina Bilbatúa
- Dayrén Chávez - Simona Miranda Corcuera
- Mónica Zorti
- Elena Lizárraga - Olga
- Paola Toyos - Encarnación Ledesma
- Latin Lover - Willy
- Roberto Miquel
- Arturo Vázquez
- Wendy Braga
- Janina Hidalgo
- Bea Ranero - Eva
- José Carlos Farrera - Patricio "Pato"
- Chao - Grajales
- Xavier Marc - Edipo

## Produção
- As gravações começaram em 8 de janeiro de 2018, e terminaram em 30 de maio de 2018.[4]

## Prêmios e Indicações
| Año  | Premio                    | Categoría     | Nominados       | Resultados |
| ---- | ------------------------- | ------------- | --------------- | ---------- |
| 2018 | Kids Choice Awards México | Ator favorito | Polo Morín      | nominado   |
| 2019 | Premios TVyNovelas        | Melhor vilã   | Grettell Valdez | nominada   |

## Audiência
| Horário             | # Eps. | Estreia             | Estreia           | Final              | Final           | Posição | Temporada | Classificação geral |
| Horário             | # Eps. | Data                | Primeiro capítulo | Data               | Último capítulo | Posição | Temporada | Classificação geral |
| ------------------- | ------ | ------------------- | ----------------- | ------------------ | --------------- | ------- | --------- | ------------------- |
| Segunda—Sexta 20h30 | 87     | 12 de março de 2018 | 3.5               | 8 de julho de 2018 | 3.4             | #1      | 2018      | 2.74                |